# Jean Van Beneden
Jean Claude Van Beneden (Luik, 8 mei 1898 - 21 oktober 1978) was een Belgisch minister.

## Levensloop
Van Beneden promoveerde tot doctor in de Geneeskunde aan de Universiteit van Luik en werd er in 1926 assistent bij de dienst Hygiëne en Bacteriologie. Tevens ging hij aan de slag bij het Provinciaal Instituut van Hygiëne en Bacteriologie.
In 1932 werd hij benoemd tot docent aan de Universiteit van Luik, waarna hij er in 1936 buitengewoon hoogleraar werd. Dit bleef hij tot aan zijn emeritaat in 1968. Van 1934 tot 1957 was hij bovendien directeur van de dienst Hygiëne en Bacteriologie van de provincie Luik.
In maart 1946 was hij als extraparlementair minister van Volksgezondheid in de Regering-Spaak II, die nog geen maand aan de macht was. Eveneens was hij benoemd tot grootofficier in de Leopoldsorde.